# Nordiska ministerrådet
Nordiska ministerrådet bildades 1971 och är det officiella samarbetsorganet för de nordiska regeringarna inom ramen för det nordiska samarbetet. Rådet är baserat i Köpenhamn.
Ministerrådet är nära besläktat med Nordiska rådet, men de två organen ska inte förväxlas med varandra. Ministerrådet samlar regeringarna i de nordiska länderna, medan Nordiska rådet är ett samarbetsorgan för samma staters parlament.
Nordiska ministerrådet är inte ett enskilt råd med valda medlemmar utan snarare ett fast format för möten mellan ministrar inom respektive fackområde. Ministerrådsmöten kan alltså hållas av exempelvis miljöministrarna eller utrikesministrarna, beroende på vilka frågor som ska behandlas.
Ordförandeskapet i Nordiska ministerrådet varar ett år åt gången och roterar mellan de fem nordiska länderna, med start hos Danmark och sedan Finland, Norge, Sverige och slutligen Island, för att sedan börja om i en ny cykel. Att ett land är ordförande innebär att dess minister kommer att leda ministerrådets möten under året. Denna process är organiserad så att det alltid är olika länder som innehar ordförandeskapet i Ministerrådet och det likaledes roterande presidentskapet i Nordiska rådet.
Den dagliga verksamheten leds av en generalsekreterare.
Nordiska ministerrådet skapades med Europeiska unionens råd som förebild. Sverige, Danmark och Finland är medlemmar i Europeiska unionen (EU). Norge och Island är inte medlemmar i EU, men deltar inom flera av unionens områden genom EES-avtalet och andra internationella avtal. Nordiska ministerrådet bildades i själva verket delvis som ett sätt att säkra fortlevnaden av ett nordiskt samarbete, i samband med att Danmark och Norge höll folkomröstningar om medlemskap i EU:s föregångare, Europeiska gemenskapen (EG).
Nordiska ministerrådet anordnar bland annat ett årligt så kallat Globaliseringsforum, med deltagande av de nordiska statsministrarna, representanter från näringslivet samt forskare.

## Medlemmar
| Medlem   | Regeringar               | Regeringschefer             | Status                                         |
| -------- | ------------------------ | --------------------------- | ---------------------------------------------- |
| Danmark  | Danmarks regering        | Danmarks statsminister      | Suverän stat                                   |
| Finland  | Finlands regering        | Finlands statsminister      | Suverän stat                                   |
| Färöarna | Färöarnas regering       | Färöarnas lagman            | Autonomt delområde av Konungariket Danmark     |
| Grönland | Grönlands regering       | Grönlands Landsstyreformand | Autonomt delområde av Konungariket Danmark     |
| Island   | Islands regering         | Islands statsminister       | Suverän stat                                   |
| Norge    | Norges statsråd          | Norges statsminister        | Suverän stat                                   |
| Sverige  | Sveriges regering        | Sveriges statsminister      | Suverän stat                                   |
| Åland    | Ålands landskapsregering | Ålands lantråd              | Självstyrande landskap inom Republiken Finland |

## Rådskonstellationer
Nordiska ministerrådet sammanträder i elva olika rådskonstellationer, beroende på vilka frågor som behandlas.. De olika fackministrarna möts i ministerrådsmöten en - fem gånger per år. Därutöver träffas de nordiska samarbetsministrarna, som på de olika statsministrarnas uppdrag svarar för samordningen av regeringssamarbetet inom organisationen. De olika ministerråden är:
- Samarbetsministrarna (MR-SAM)
- Nordiska ministerrådet för arbetsliv (MR-A)
- Nordiska ministerrådet för hållbar tillväxt (MR-Tillväxt)
- Nordiska ministerrådet för fiske och vattenbruk, jordbruk, livsmedel och skogsbruk (MR-FJLS)
- Nordiska ministerrådet för jämställdhet (MR-JÄM)
- Nordiska ministerrådet för kultur (MR-K)
- Nordiska ministerrådet för justitiefrågor (MR-JUST)
- Nordiska ministerrådet för miljö och klimat (MR-MK)
- Nordiska ministerrådet för social- och hälsopolitik (MR-S)
- Nordiska ministerrådet för utbildning och forskning (MR-U)
- Nordiska ministerrådet för ekonomi- och finanspolitik (MR-FINANS)
- Nordiska ministerrådet för digitalisering (MR-DIGITAL)

## Generalsekreterare
- 1972–1973: Gudmund Saxrud, Norge
- 1973–1978: Olli Bergman, Finland
- 1978–1982: Hans Kühne, Danmark
- 1982–1985: Ragnar Sohlman, Sverige
- 1985–1992: Fridtjov Clemet, Norge
- 1992–1996: Pär Stenbäck, Finland
- 1996–2002: Søren Christensen, Danmark
- 2003–2006: Per Unckel, Sverige
- 2007–2013: Halldór Ásgrímsson, Island
- 2013–2019: Dagfinn Høybråten, Norge
- 2019–2022: Paula Lehtomäki, Finland
- 2023–: Karen Ellemann, Danmark

## Ministrar för nordiskt samarbete
En minister för nordiskt samarbete finns i alla nordiska länder och självstyrande områden. Denna portfölj kombineras ofta med andra ansvarsområden.
- Jessica Rosencrantz (M), Sverige
- Morten Dahlin (V), Danmark
- Anna-Maja Henriksson (SFP), Finland
- Bjarni Kárason Petersen (F), Färöarna
- Vivian Motzfeldt (S), Grönland
- Guðmundur Ingi Guðbrandsson (V), Island
- Anne Beathe Tvinnereim (SP), Norge
- Annette Holmberg-Jansson (MS), Åland